# Die Innerste
Die Innerste ist der Titel einer Novelle von Wilhelm Raabe. Sie entstand im Herbst 1874 und erschien erstmals 1876 in Westermanns Monatsheften.
Erzählt wird vor dem symbolischen Hintergrund des dämonischen Harzflusses Innerste (Kap. 1) die Wandlung des „tollen“ Jugendlichen Albrecht Bodenhagen nach seiner Rückkehr aus dem Siebenjährigen Krieg zu einem fleißigen Müller und glücklichen Ehemann, der sein Haus vor dem Angriff einer Horde „Marodebrüder“ schützt.

## Inhalt

### Die Innerste
Im einleitenden Kapitel stellt der Erzähler die Innerste vor: ein wilder Harzbach, der sich mit einem immer mehr „verschlechter[ndem] Charakter“ zum reißenden Strom verwandelt, das Tal überschwemmt und Gebäude und Brücken zerstört. Auch wenn die Innerste „frech, boshaft und scheußlich“ in der zur Wiesennymphe wird, „wild, heimtückisch und blutdürstig bleibt sie […] und wird [-] von Zeit zu Zeit von unheimlichen Gelüsten ergriffen, und dann ‚schreit‘ sie.“. Der Fluss ist nach der Vorstellung der ländlichen Bevölkerung von einer dämonischen Nixe bewohnt, die ein Menschenopfer fordert. Mit der Gabe eines schwarzen Huhns versuchen die Menschen den Wassergeist zu versöhnen.

### Vorgeschichte
Mit dem zweiten Kapitel beginnt sie Geschichte des Müllersohns Albrecht Bodenhagen. Kurz weist der Erzähler auf die unruhige Jugend des „bösen Jungen“ hin. Bei den Sarstedter Jungfern ist er beliebter als bei seinem mit ihm unzufriedenen Vater, der ihn mit dem Rohrstock zur Arbeit antreibt. Eines Morgens verlässt er mit den Worten „Vivat Fridericus! […] Aushalten tu ich’s nicht länger zu Hause. Wär ich nicht zu gut gewesen, so hätt‘s der Herr Vater nicht zu schlimm mit mir gemacht. Adjes!“ die Mühle zwischen Groß Förste und Sarstedt. Die Eltern hören außer Gerüchten nichts mehr von ihm und er gilt als verschollen.
Aus einzelnen Bemerkungen kann man im Laufe der Erzählung die Vorgeschichte rekonstruieren: Albrecht wandert das Innerstetal aufwärts, kommt in der Radebrecker Sägemühle zwischen Wildemann und Lautenthal im Harz unter und hat offenbar eine Beziehung mit der ca. 19-jährigen rothaarigen Tochter Doris. Dann verabschiedet er sich, lässt sich für ein preußisches Freibataillon anwerben und kämpft als Musketier im Siebenjährigen Krieg. Erwähnt werden von Albrecht, bzw. seinem Korporal Joachim Brand, das böhmische Kolin, das Lager von Pirna und die Schlacht bei Bergen. Im Westfalenland trennt er sich von der Truppe des Herzogs Ferdinand und Brand und kehrt nach dreieinhalbjähriger Soldatenzeit im Juli 1759 zur Mühle der Eltern zurück. 

### Bodenhagen-Mühle
Die vorwiegend im Jahr 1760 spielende Haupthandlung beginnt mit der Rückkehr Albrechts aus dem Siebenjährigen Krieg (Kap. 2). Er wird von seinem Vater Christian, im Unterschied zu seiner Mutter, nicht mit offenen Armen empfangen, sondern für sein Verschwinden und langes Ausbleiben mit einem Rohrstock verprügelt. Das Dienstpersonal geht dazwischen, die Mutter beruhigt ihren Mann und der nimmt den Sohn schließlich auf. Frisch rasiert und sauber mit weißer Müllerjacke und gestrickter Zipfelkappe eingekleidet wird er zur Überraschung der Dorfbewohnern schnell in den Arbeitsprozess einbezogen. Nachdem er sich gut angepasst hat, sucht ihm der Vater eine „junge hübsche“ Bauerstochter als Braut aus (Kap. 3). Liese Papenberg aus Groß Förste ist „ein fröhliches Ding“ und bringt „von Natur ein vergnügt, geduldig Herz mit zu allem, was die Frauen erleben können auf dieser Erde“. Albrecht ist mit der Wahl einverstanden „ohne sich zu zieren und lange zu besinnen“ und das kichernde Lieschen ebenso. An einem Sonntag gegen Ende Februar im neuen Jahr besuchen die Papenbergs die Bodenhagen Mühle zum gemeinsamen Feiern.
Am selben Tag kommt ein unerwarteter Besucher an: Joachim Brand aus der Bergstadt Grund im Harz, Albrechts alter Korporal (Kap. 4). In der Schlacht bei Minden hat er den rechten Arm verloren, ist aus dem Dienst entlassen worden und macht jetzt auf der Wanderung in seine Heimat Station in der Mühle. Anfangs tritt er forsch in der Rolle als Vorgesetzter auf, dann gibt er sich zunehmend als vertrauter Freund. Gerade als sie von Doris Radebrecker sprechen, die nicht von Albrechts Rückkehr und Verlobung erfahren soll, kommen die Papenbergs an (Kap. 5). Beim Überqueren der Innerste rutscht Liese fast in den „schlammig und heimtückisch“ hinkriechenden Fluss. Die muntere Gesellschaft isst und trinkt ausgiebig, unterhält sich über die Kriege, über Kometen und andere böse Vorzeichen und über die Mär vom Schrei der Innersten. Als der alte Müller glaubt, einen Schrei vom Fluss her gehört zu haben, bekommt die Gesellschaft Angst und Liese muss von Albrecht durch einen Kontrollgang beruhigt werden. Seine Suche, gemeinsam mit Brand, am nächtlichen Fluss, zur Beruhigung der bedrückten Gäste, verläuft ergebnislos (Kap. 6). Der Korporal vermutet, nicht der Fluss habe geschrien, sondern Doris habe oben an der Sägemühle gelacht. Er nutzt die Gelegenheit, um Albrecht zu überreden, die Mühle und den autoritären Vater zu verlassen. Hier am warmen Ofen könne er nicht zum einstigen „tollen Bodenhagen“ zurückfinden und würde „ohne Gnade und Barmherzigkeit kaputt gehen“. Der tyrannische Alte, seine Verwandtschaft und die Jungfer Papenberg würden ihn ruinieren. Es gebe für ihn zwei Wege: den zu den Soldaten und den zur Buschmühle. Aus einem späteren Gespräch Brands mit Doris (Kap. 9) erfährt man, dass er in ihrem Auftrag, den einstigen Geliebten zurückholen sollte.
Am nächsten Morgen wirft der Müller ein schwarzes Huhn in die Innerste. Albrecht lehnt den Rat des Korporals ab, bleibt bei den Eltern und heiratet Liese (Kap. 7). Sein Vater stirbt am Tage nach der Hochzeit und sein Sohn übernimmt die Mühle.
Am Tag der Schlacht bei Liegnitz in Schlesien, am 15. August 1760, beobachtet ein junges rothaariges Weib, es ist Doris, hinter den Weiden am Wasser verborgen, mit „hellen, großen, grünblauen, kühlen Augen“, wie das jung verheiratete Müllerpaar im Garten das Frühlingslied „Geh aus mein Herz, und suche Freud“ singt und sich nach einem Fangspiel in der Laube umarmt. Wütend verflucht sie den ehemaligen Geliebten und ein Lachen und Kreischen ertönt aus dem Weidenbusch. Am selben Abend stirbt Albrechts Mutter überraschend (8. Kap.).

### Radebrecker-Mühle
Nach seiner Entlassung aus dem Spital hat Brand keine Aufnahme bei seinen Verwandten in Grund gefunden und sucht im Oktober als Landstreicher Unterschlupf bei Radebrecker. Als Verehrer Doris übernimmt er für sie Aufträge. Z. B. schickt sie ihn zur Erkundung in die Bodenhagen-Mühle (Kap. 4). Als sie nach ihrer eigenen Beobachtung des Müllerpaares erneut seine Dienste fordert, rät er (Kap. 9), sie solle ihren Racheplan aufgeben, er werde nicht mehr versuchen, Albrecht zum Verlassen der Mühle zu überreden. Sie geht nicht darauf ein: „[J]etzt bin ich, wie ich bin, und wenn ich wie das wilde Wasser, die Innerste da vorm Fenster, bin, so kann ich’s nicht ändern […] Er hat mehr gekriegt als ihr anderen alle“ und Albrecht hätte sie zu seinem „lieben guten Weibe machen können“. Stattdessen habe er eine andere genommen. „Und jetzo soll er die Rechnung zahlen, der Müller von Sarstedt, und ihr – ihr sollt mich nicht umsonst die Innerste nennen!“ und sie stößt „einen Schrei aus, der auch ein Geschluchz“ ist.
Die Radebeckse Mühle ist heruntergekommen zum Treffpunkt einer Raubmörder- und Wilderer-Bande. (Kap. 10). In einer November-Nacht umstellen französischen Soldaten und Jägern das Haus, töten einige Räuber im Kampf und inhaftieren die anderen, auch den gerade anwesenden Brand. Radebecker und die Räuber werden hingerichtet. Doris gelingt, vermutlich mit Hilfe eines Jägers, die Flucht aus dem Turm von Lauenthal. Der nicht in die kriminellen Geschäfte verwickelte Korporal wird freigelassen. Er weiß um Doris Rachepläne und will Albrecht und seine Frau beschützen.

### Ende des Innerste-Spuks

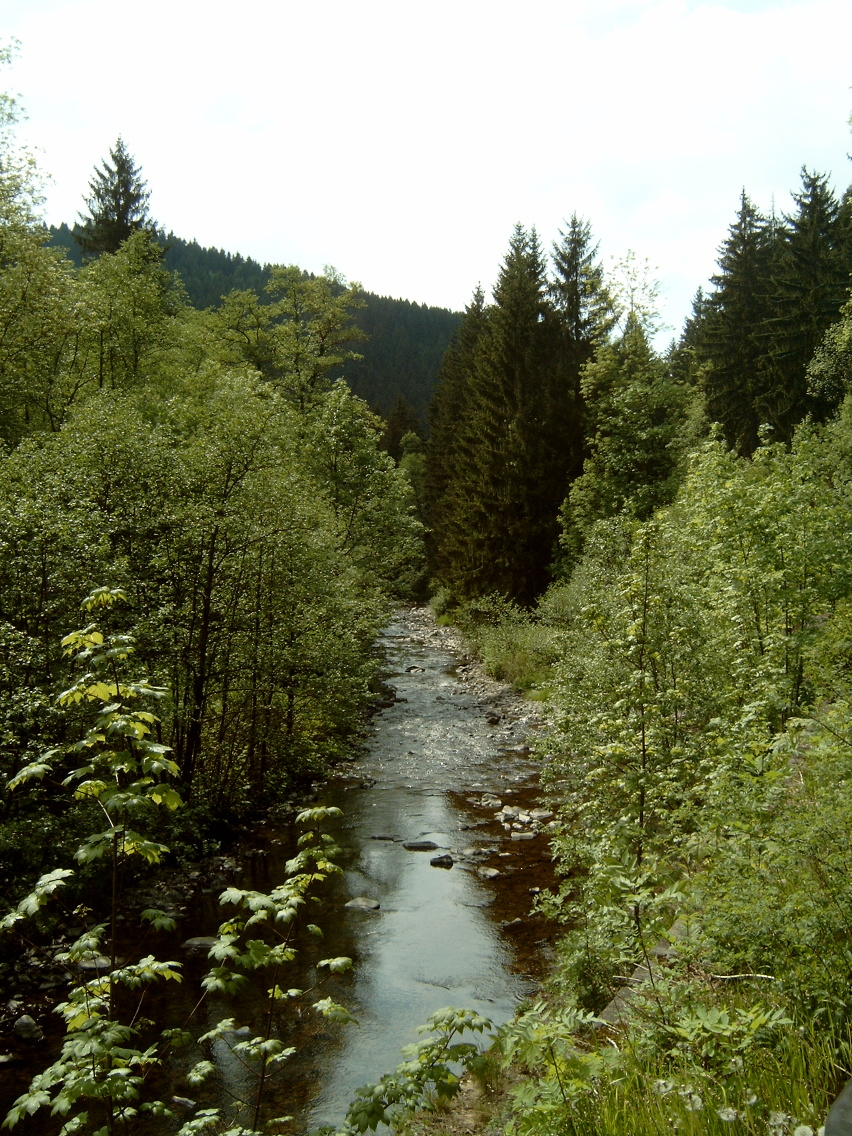
Die Innerste zwischen Wildemann und Lautenthal

Am 15. Dezember kommt Joachim Brand halb verhungert in der Bodenhagenmühle an und wird vom Müllerpaar freundlich aufgenommen (Kap. 11) und feiert mit dem Müllerpaar, den zwei Gesellen und zwei Mägden ein vergnügtes Weihnachtsfest. Brand Kommentar „Die Welt ist im Krieg; wir aber gebrauchen die gute Stunde“. hat keine lange Gültigkeit, denn kurz darauf wird die Mühle von Doris und einer kleinen Schar von „Marodebrüdern“ aus den Harzbergen angegriffen (Kap. 12). Die Horde wird zurückgeschlagen und vertrieben. Im Kampf sticht Doris dem Korporal in die Seite und ertrinkt dann in der Innerste. In seinen letzten Worten spricht der sterbende Korporal über Doris und bezieht die beiden anderen Themen der Novelle, Naturgewalt und Krieg, mit ein: „Wer kann aber wider das wilde Wasser, und wo sollte die arme Kreatur hin aus dem Turm in Wildemann […] für sie war keine Zuflucht als die Lagerkameradschaft, der Krieg mit der Welt bis aufs Messer und was dranhängt an dem Kriege! […] Vor der Innerste braucht Sie [Liese] keine Furcht mehr zu haben, […] sie hat ihr schwarz Huhn.“
Nach Albrecht und Liese leben noch zwei Bodenhagen-Generationen in der Mühle. Nach der französischen Besetzung wird ihr Betrieb eingestellt und das Haus abgebrochen. „Die Innerste ist reguliert worden […] sie hat zwar auch jetzt noch ihre Nücken und Tücken und verlangt dann und wann wohl ein Lebendiges zum Fraß, aber dass sie danach schreie, glaubt heute kein Mensch mehr“.

## Form
Die im Zentrum der Novelle stehende Geschichten der beiden Mühlen spiegeln sich wechselseitig vor dem Zeithintergrund des Siebenjährigen Krieges und dem Sagenmotiv der einen Menschen als Opfer fordernden dämonischen Nixe.
Der Alltag der Menschen ist zwar nicht direkt durch das Kriegsgeschehen beeinträchtigt und verläuft recht friedlich, doch ist durch die Nachrichten von Gefallenen, die Berichte der zurückkehrenden Soldaten, des Müllersohns und seines Corporals Brand, und die in die Liebesidylle eingeblendeten Schlachten-Meldungen mit den ironischen Kommentaren des Erzählers (Kap. 8) „Friedrichs Krieg“ als Bedrohung des Friedens in der Erzählung immer präsent und unterstützt die Datierung der Mühlenhandlung.
Das die Haupthandlung begleitende Sagenmotiv wird für die Müllersleute noch stärker als der Krieg als Bedrohung empfunden. Nach von Wiese stellt Raabe dieses Motiv in einer „dreifachen Optik“ dar:
- Der von ihm ironisierte Volksaberglaube (Innerste-Nixe, Kap. 7, gespenstischer Jäger Hackelberg, Kap. 10) wird zum „Gleichnis für die verstörenden oder auch heimlich lockenden Ängste“.
- Da das „Wunderbare des Novellenstoffes“ im aufgeklärten 18. Jh. seine ursprüngliche Magie verloren hat, verlagert der Erzähler das Unheimliche aus dem „Gespensterspuk der Volksmären ins Psychologische“, in die „Kräfte der menschlichen Seele“: Wenn die Flüsse wie Elementarwesen mit üblem Ruf und schlechten Sitten personifiziert werden, „so sind es in Wahrheit die Menschen, die durch ihr böses Treiben die Flüsse erst in Verruf gebracht haben.“[12] Die Novelle transportiert somit einen „märchenhaften Sagenstoff in die widerspruchsvolle menschliche Wirklichkeit“.[13]
- Die dritte Optik ist die „symbolische Schicht, innerhalb derer das Bild stellvertretend für eine geistige Wirklichkeit steht, […] in einer humoristisch-symbolischen Betrachtung der Welt, die das Widersprechende und Dissonante der Wirklichkeit noch ganzheitlich zu gestalten wagt.“ Dies wird in der Erzählung durch die „poetische Identifizierung des unheimlichen Flusses mit dem wilden, elementar bösen Mädchen“ Doris erreicht. Der „Schrei“ des Flusses und des Mädchens scheint „aus dem gleichen, elementar dunklen Grund einer leidvollen Wirklichkeit hervorzugehen“.[14]

## Entstehungsgeschichte
Die Idee, die Innerste als „blutdürstiges Wasser“, das ein lebendiges Opfer fordert, für eine Novelle zu nutzen, erhielt Raabe durch die Lektüre eines Hannöverischen Magazins.
Der erste Entwurf 1874 ist noch in Verbindung mit Raabes „unentrinnbarer Lebenstragik“ konzipiert, die seine zweite Schaffensperiode von 1863 bis 1874 charakterisiert. Der Korporal Joachim Brand dürfte nach seinem ursprünglichen Namen Wolfrad als Komplize und spionierender Intrigant der rachsüchtigen Doris angelegt gewesen sein, die vermutlich am Ende ein Opfer der Müllerfamilie erhält. In der Umgestaltung mit einem versöhnlichen Ausgang kündigt sich nach v. Wiese bereits „der Geist jenes weltüberlegenen Humors“ an, der „in Raabes letzter Schaffensperiode seit 1875 vorherrschend ist.“
1876 erschien die Novelle in Westermanns Monatshaften, 1879 wurde sie in die Krefelder Geschichten aufgenommen und in Buchform publiziert.

## Illustration
Eberhard Schlotter hat im Jahr 1989 zehn Radierungen zu der Erzählung geschaffen. Einige wurden 2008 im Bomann-Museum in Celle ausgestellt.

## Ausgaben

### Erstausgabe
- Krähenfelder Geschichten. Von Wilhelm Raabe. Westermann, Braunschweig 1879 (Zum wilden Mann. Höxter und Corvey. Eulenpfingsten. Frau Salome. Die Innerste. Vom alten Proteus)[19]

### Braunschweiger Ausgabe
- Die Innerste. S. 101–195. Mit einem Anhang, verfasst von Hans Butzmann, S. 493–522 In: Hans Butzmann (Bearb.), Hans Oppermann (Bearb.): Frau Salome. Die Innerste. Vom alten Proteus. Horacker. Vandenhoeck & Ruprecht, Göttingen 1969. Bd. 12 (2. Aufl., besorgt von Karl Hoppe und Hans Oppermann), in Karl Hoppe (Hrsg.), Jost Schillemeit (Hrsg.), Hans Oppermann (Hrsg.), Kurt Schreinert (Hrsg.): Wilhelm Raabe. Sämtliche Werke. Braunschweiger Ausgabe. 24 Bde. (Digitalisat der Ausgabe bei Google-Books)

### Weitere Ausgaben
- Die Innerste. Eine Erzählung.  Hermann Klemm, Freiburg im Breisgau 1955.
- Die Innerste. Erzählung.  mit Wort- und Sacherklärungen. Verlag Gute Schriften, Zürich 1961.
- Die Innerste. In: Gesammelte Werke. Herausgegeben von Peter Bramböck und Hans A. Neunzig. Bd. 1. Nymphenburger Verlagshandlung, München, 1980.
- Die Innerste. Erzählung.  Verlag Hohesufer.com, Hannover 2008, ISBN 978-3-941513-01-3